# Gelis leptogaster
Gelis leptogaster là một loài tò vò trong họ Ichneumonidae.